# 스타키스트
스타키스트(StarKist)는 미국 피츠버그에 거점을 둔 수산 기업으로, 동명 브랜드의 참치 제품으로 미국 내 시장 점유율 40% 정도를 차지하는 세계 최대의 참치캔 제조회사이다. 2008년 대한민국의 동원그룹이 델몬트 푸즈로부터 3억 달러에 인수한 이후, 현재는 동원그룹이 소유하고 있다.

## 역사
스타키스트는 1917년 캘리포니아 산 페드로(역사적으로 "피쉬 하버"로 알려져 있음)에서 마틴 J. 보그다노비치(크로아티아 이민자)와 여러 파트너들에 의해 캘리포니아의 프랑스 정어리 회사로 설립되었다. 보그다노비치는 얼음을 으깨어 해산물을 냉장 보관하는 것과 관련된 발명품으로 유명하다. 그들은 1942년 처음으로 스타키스트라는 이름으로 참치를 판매했다.
보그다노비치는 1944년에 사망했고 그의 아들 요제프 (1912–2005)가 사업을 인수했다. 이 회사는 1953년에 스타키스트 푸드(Starkist Foods)로 이름을 바꿨다. 당시 터미널 아일랜드에 있는 이 회사의 시설은 세계에서 가장 큰 참치 가공 시설이었다.
1961년 이래로 그 마스코트는 의인화된 만화 참치 찰리였다. 광고에는 보통 "미안해, 찰리"라는 문구가 등장했다. 스타키스트는 1963년 H.J.하인즈 회사에 인수되었다.
1984년 터미널 아일랜드의 통조림 공장이 폐쇄되었다. 1988년 하인즈는 애완동물 사료 브랜드(1959년 참치를 기반으로 한 고양이 사료로 출시된 주력 브랜드인 나인리브스 고양이 사료 브랜드 포함)를 별도의 부서로 분리했다(요셉 보그다노비치는 하인즈 부회장이 되었다). 하인츠는 2002년에 두 부문을 모두 델몬트에 매각했다.
2008년 동원산업이 델몬트로부터 인수해 오늘에 이르고 있다.

## 여담
2023년 11월 동원그룹이 미국 자회사 스타키스트 CB(전환사채) 발행 추진하고 있다. 일각에서는 HMM 인수하는데 필요한 자금을 마련하기 위한 포석으로 풀이된다.